# Macedón Szociáldemokrata Unió
A Macedón Szociáldemokrata Unió egy politikai párt Észak-Macedóniában. Elnöke Zoran Zaev, aki 2017 óta az ország miniszterelnöke.
A párt a 2016-os előrehozott választások nyertese volt.

## Választási eredmények
| Választás | Szavazatok száma | Szavazatok aránya | Mandátumok száma | Parlamenti szerepe |
| --------- | ---------------- | ----------------- | ---------------- | ------------------ |
| 1991      | 220 748          | 27,70%            | 31               | kormánypárt        |
| 1994      | 329 700          | 53,50%            | 95               | kormánypárt        |
| 1998      | 279 799          | 25,14%            | 30               | ellenzék           |
| 2002      | 494 744          | 41,58%            | 60               | kormánypárt        |
| 2006      | 218 164          | 23,31%            | 32               | ellenzék           |
| 2008      | 233 284          | 23,64%            | 27               | ellenzék           |
| 2011      | 368 496          | 32,78%            | 42               | ellenzék           |
| 2014      | 283 955          | 26,22%            | 34               | ellenzék           |
| 2016      | 436 981          | 37,87%            | 49               | kormánypárt        |
| 2020      | 327 408          | 35,89%            | 46               | kormánypárt        |